# Prueba de Clasificación de Cartas de Wisconsin

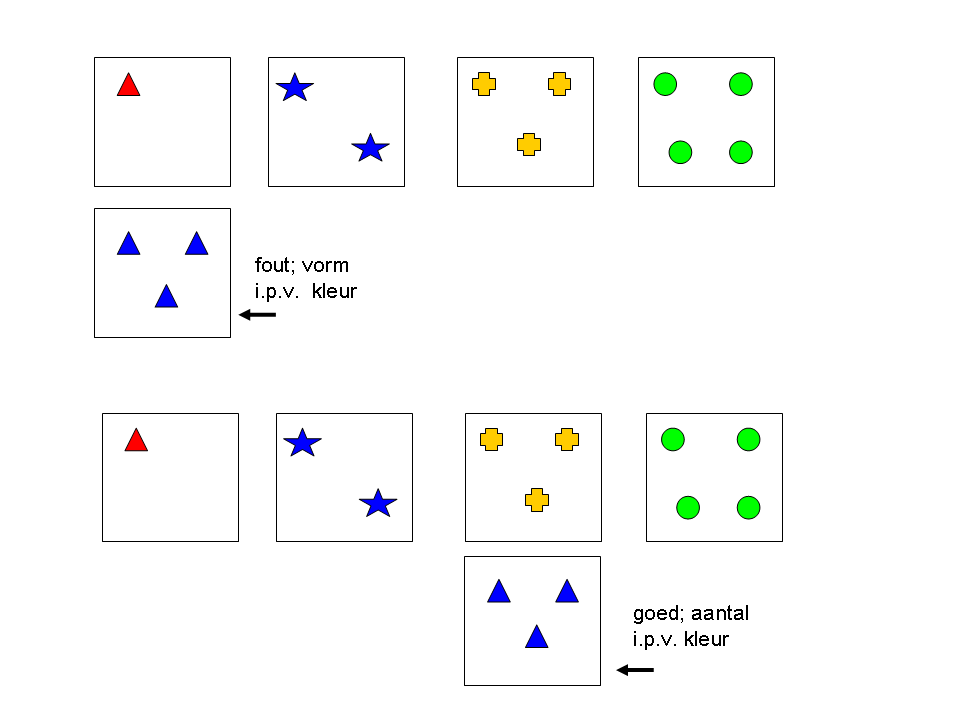
Ejemplo de WCST con prueba incorrecta (arriba) y buena (abajo).

La prueba de clasificación de cartas o de sus siglas en inglés (WCST) es una prueba neuropsicológica de " Flexibilidad cognitiva ", es decir, la capacidad de mostrar flexibilidad frente a cambios en los programas de refuerzo. El WCST fue escrito por David A. Grant y Esta A. Berg. El Manual profesional para el WCST fue escrito por Robert K. Heaton, Gordon J. Chelune, Jack L. Talley, Gary G. Kay y Glenn Curtiss.

## Método
Se presentan varias cartas de estímulo al participante. Se le dice al participante que una las cartas, pero no cómo hacerlo; sin embargo, se les dice si una de las cartas en particular es correcta o incorrecta. El WCST original usaba cartas de papel y se llevó a cabo con el experimentador en un lado del escritorio frente al participante en el otro. La prueba tarda aproximadamente entre 12-20 minutos en realizarse y genera una serie de puntajes psicométricos, que incluyen números, porcentajes y percentiles de: categorías logradas, intentos, errores y errores continuos.

## Uso clínico
Desde 1948, la prueba ha sido utilizada por neuropsicólogos y psicólogos clínicos en pacientes con daño cerebral adquirido, enfermedad neurodegenerativa o enfermedad mental como la esquizofrenia . Es una de varias pruebas psicológicas que se pueden administrar a los pacientes para medir la disfunción del lóbulo frontal. Cuando se administra, el WCST permite al médico especular sobre las siguientes funciones del lóbulo "frontal": planificación estratégica, búsqueda organizada, utilización de retroalimentación ambiental para cambiar sets cognitivos, dirigir el comportamiento hacia el logro de una meta y modular la respuesta impulsiva. La prueba se puede administrar a personas de 6,5 años a 89 años de edad. El WCST se basa en una serie de funciones cognitivas que incluyen la atención, la memoria de trabajo y el procesamiento visual.
El WCST se puede utilizar para ayudar a medir la competencia de un individuo en el razonamiento abstracto y la capacidad de cambiar las estrategias de resolución de problemas cuando sea necesario. En esta prueba, se presentan una serie de cartas a los participantes. Las cifras de las cartas difieren en cuanto a color, cantidad y forma.
Las pruebas psicológicas como el WCST, administradas solas, no se pueden usar para medir los efectos de una lesión en el lóbulo frontal o los aspectos de la función cognitiva que puede afectar, como la memoria de trabajo; se debe utilizar una variedad de pruebas.[cita requerida] Un participante puede ser bueno en una tarea pero mostrar una disfunción en la función ejecutiva en general. De manera similar, los resultados de las pruebas pueden resultar engañosos después de evaluar al mismo individuo durante un largo período de tiempo. El participante puede mejorar en una tarea, pero no debido a una mejora en la función cognitiva ejecutiva. Es posible que simplemente hayan aprendido algunas estrategias para realizar esta tarea en particular, lo que hizo que ya no fuera una buena herramienta de medida.

## Otras lecturas
- Strauss, Esther; Sherman, Elizabeth M.; Spreen, Otfried (2006). A Compendium of Neuropsychological Tests: Administration, Norms, and Commentary. Oxford: Oxford University Press. ISBN 978-0-19-515957-8. Archivado desde el original el 28 de julio de 2020. Consultado el 14 de julio de 2013.